# Atak na port w Sydney
Atak na port w Sydney – działania japońskich miniaturowych okrętów podwodnych w nocy z 31 maja na 1 czerwca 1942 roku w australijskim porcie Sydney Harbour. Trzy jednostki sforsowały wejście do zatoki i podjęły próbę storpedowania kotwiczących tam okrętów. Był to kolejny etap ataków przeciwko żegludze alianckiej, prowadzonych przez siły japońskie na południowym Pacyfiku od maja do drugiej połowy czerwca 1942 roku. W ich trakcie alianci utracili trzy statki oraz zatopiony w Sydney hulk HMAS „Kuttabul” (dawny prom pasażerski pełniący funkcję pływających koszar), na którym zginęło 21 osób. Japończycy stracili trzy miniaturowe okręty podwodne z załogami (w sumie 6 marynarzy) i dwa wodnosamoloty. W nocy z 7 na 8 czerwca 1942 roku dwa japońskie okręty podwodne ostrzelały z dział pokładowych miasta Sydney i Newcastle, nie powodując większych strat.

## Przygotowania do ataku
Japońskie okręty podwodne były obecne na wodach w pobliżu Australii od początku maja 1942 roku, kiedy to jednostki należące do 8 Flotylli Okrętów Podwodnych pod dowództwem komandora Hankyu Sasaki rozpoczęły operację osłony desantu na Wyspach Salomona i Nowej Gwinei. Były to I-21, I-27, I-28 i I-29 (należące do typu B1) oraz I-22 i I-24 (typu C1). I-21 i I-29 przenosiły po jednym wodnosamolocie typu Yokosuka E14Y (w kodzie aliantów „Glen”), pozostałe mogły wziąć na pokład jeden miniaturowy okręt podwodny typu Ko-hyoteki (znane też jako typ A).
Miniaturowe okręty podwodne typu Ko-hyoteki były niewielkimi dwuosobowymi jednostkami długości 23,9 m i wyporności podwodnej 46 ton. Silnik elektryczny o mocy 600 KM pozwalał osiągać prędkość maksymalną 23 węzłów na powierzchni i 19 węzłów w zanurzeniu oraz zasięg 80 mil morskich przy prędkości 2 węzłów. Uzbrojenie stanowiły dwie wyrzutnie torped kalibru 450 mm. Stocznia w Kure wybudowała w ścisłej tajemnicy 57 okrętów, które nie otrzymały oficjalnych nazw, lecz tylko numery kolejne, rozpoczynające się od liter Ha z liczbami od 3 do 52 i 54 do 61.
W trakcie działań w okolicach Nowej Kaledonii I-21 zatopił w dniach 5–6 maja dwa statki: amerykański „John Adams” (typu Liberty) i grecki „Chloe”. Po nierozstrzygniętej bitwie na Morzu Koralowym w dniach 7 i 8 maja 1942 roku wygasły japońskie działania w okolicach Wysp Salomona. Kolejnym celem ataku miał być atol Midway. Aby zachować w tajemnicy właściwy kierunek uderzenia, japońscy dowódcy zaplanowali jednoczesne akcje na Aleutach i, w ramach dezorientacji przeciwnika, wykorzystanie miniaturowych okrętów podwodnych (identycznych jak użyte w czasie ataku na Pearl Harbor) do penetracji baz alianckich na Madagaskarze i w Australii. Cztery okręty podwodne: I-22, I-24, I-27 i I-28 otrzymały rozkaz powrotu do bazy na atolu Truk w archipelagu Karolinów i zabrania na pokład oczekujących tam miniaturowych okrętów podwodnych z załogami, zaś pozostałe dwa miały za pomocą wodnosamolotów pokładowych dokonać rozpoznania portów i określenia miejsca, gdzie najkorzystniej będzie zaatakować.
W drodze na Truk I-28 został 17 maja storpedowany przez amerykański okręt podwodny „Tautog” i zatonął wraz z całą załogą. Pozostałe trzy zaokrętowały po jednym miniaturowym okręcie podwodnym i wypłynęły w drogę powrotną na południowy Pacyfik. Po wybuchu baterii akumulatorów na przewożonym okręcie I-24 musiał zawrócić na Truk i zabrać na pokład czwarty, przeznaczony początkowo dla zatopionego I-28, po czym dołączył do grupy. Jednocześnie I-21 wysłał rankiem 19 maja swój pokładowy wodnosamolot nad port Suva na Fidżi, lecz nie znalazł tam celów godnych uwagi, a 24 maja próbował rozpoznać Auckland w Nowej Zelandii, ale przy słabej widoczności misja ta zakończyła się fiaskiem. Natomiast I-29 skierował się ku wybrzeżom Australii.
16 maja 1942 roku I-29 zaatakował na południowy wschód od miasta Newcastle w Nowej Południowej Walii parowiec „Uelien” (ros.: Узлен, w publikacjach anglojęzycznych spotykana jest transkrypcja Wellen) pod banderą radziecką. Gdy dwie wystrzelone torpedy chybiły, statek został ostrzelany z działa pokładowego, ale odniósł tylko niewielkie uszkodzenia i zdołał ujść, informując Australijczyków o obecności japońskiego okrętu podwodnego u ich wybrzeży.
23 maja Yokosuka E14Y1 z I-29 wystartował do lotu rozpoznawczego nad Sydney. Jednostka radarowa w Iron Cove (około 5 kilometrów od Sydney) wykryła wodnopłat podczas lotu, ale władze uznały wskazania radaru za błędne i zbagatelizowały meldunek. W trakcie wodowania u burty macierzystego okrętu samolot uległ rozbiciu, obu członkom załogi udało się dopłynąć do I-29 i zaraportować obecność ciężkich jednostek w Sydney. Wiadomość o tym, przesłana do dowódcy 6 Floty, wiceadmirała Komatsu, została przechwycona i częściowo rozszyfrowana przez australijski nasłuch radiowy. Fiasko rozpoznania w pozostałych bazach i obecność dużych okrętów w Sydney Harbour zdecydowała, że dowództwo wskazało je jako cel ataku. Wszystkie pięć japońskich okrętów podwodnych spotkało się 29 maja w punkcie oddalonym o około 35 mil morskich na północny wschód od Sydney.

## Siły alianckie w południowo-wschodniej Australii
Dowódcą morskiego obszaru bazy w Sydney był w tym czasie kontradmirał Gerard Muirhead-Gould z Royal Navy. Po otrzymaniu informacji o ataku na „Uelien”, 16 maja wstrzymał on na dobę ruch statków pomiędzy Newcastle a Sydney i wysłał w morze w poszukiwaniu przeciwnika dostępne mu jednostki przystosowane do działań przeciwpodwodnych, między innymi holenderski krążownik lekki „Tromp” oraz niszczyciele: australijski „Arunta” i amerykański „Perkins”. Gdy poszukiwania podwodnego rajdera zakończyły się fiaskiem, kontradmirał Muirhead-Gould uznał, że działał on samotnie i zapewne opuścił już australijskie wody przybrzeżne.

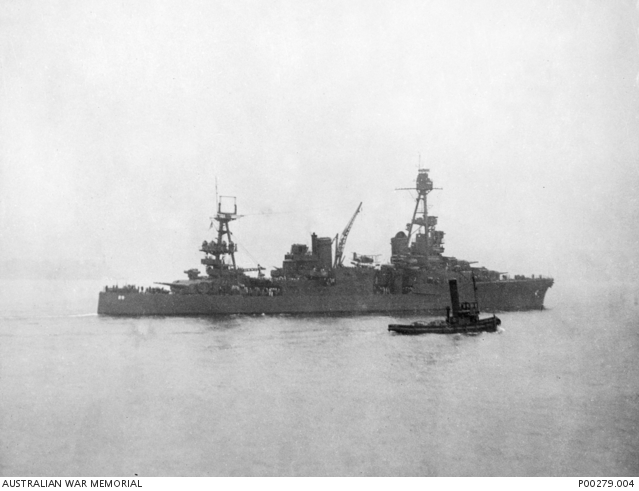
USS „Chicago” w porcie w Sydney 31 maja 1942

W ostatnich dniach maja 1942 roku w porcie w Sydney cumowały następujące okręty: australijskie krążownik ciężki „Canberra”, lekki „Adelaide ”, korwety „Whyalla” i „Geelong” (typu Bathurst), dwa krążowniki pomocnicze i pomocniczy stawiacz min; amerykańskie krążownik ciężki „Chicago”, niszczyciel „Perkins” i tender niszczycieli „Dobbin”; holenderski okręt podwodny K-IX oraz indyjska korweta HMIS „Bombay”, również typu Bathurst. Stary prom parowy „Kuttabul”, przekształcony w hulk mieszkalny, cumował w porcie przy nabrzeżu Garden Island. W porcie przebywał również statek szpitalny „Oranje”, ale opuścił bazę przed rozpoczęciem japońskiego ataku.
Port w Sydney był dostępny dla żeglugi, działały dwie latarnie morskie u wejścia do zatoki, zaś wewnątrz, pomimo częściowego zaciemnienia, trwała także w nocy przy świetle reflektorów praca w dokach stoczni. Na wodach Sydney Harbour odbywał się normalny ruch promów. Bierną ochronę wejścia do portu stanowiły wykrywacze anomalii magnetycznych rozmieszczone po obu stronach wejścia (tzw. indicator loop, podwodny kabel umieszczony na dnie morskim) oraz będące w budowie sieci zagrodowe przeciw okrętom podwodnym (części środkowe były już ukończone, przy wschodnim brzegu istniała nie broniona luka szerokości ok. 400 m). Jeden z odbiorników wykrywacza magnetycznego dawał od początku 1940 roku błędne wskazania i sygnały te były często ignorowane.
Dla ochrony portu i podejść do niego w Sydney stacjonowały dwa patrolowce pomocnicze: „Yandra” i „Bingera”, pomocnicze trałowce „Goonambee” i „Samuel Benbow”, sześć zmobilizowanych jednostek cywilnych służących jako kutry patrolowe uzbrojone w bomby głębinowe i cztery nieuzbrojone patrolowce pomocnicze.

## Atak na port w Sydney
W nocy z 29 na 30 maja z I-21 wystartował wodnosamolot dla dokonania ostatecznego rozpoznania miejsc kotwiczenia okrętów alianckich i środków obrony. Pilotował go chorąży Sasumo Ito, który dotarł nad port i lecąc na wysokości około 200 m wykonał dwa okrążenia nad „Chicago”. Samolot został zauważony przez posterunek portowy około godziny 4:20, lecz stwierdzono, że była to amerykańska maszyna. Dopiero po konkluzji, że jedynym okrętem amerykańskim z wodnosamolotami na pokładzie jest właśnie „Chicago” i wszystkie bazują na jego pokładzie, o godzinie 5:07 wszczęto alarm lotniczy i wysłano na bezskuteczne poszukiwania samoloty CAC Wirraway z bazy RAAF w Richmond. Dowództwo obrony portu przeszło nad tym zdarzeniem do porządku dziennego, nie podejmując żadnych dalszych działań. Przy lądowaniu wodnosamolot chorążego Ito skapotował na wzburzonym morzu i zatonął, ale obaj członkowie załogi zostali szczęśliwie wyratowani i zdali raport ze swoich obserwacji. Wobec takiego rozwoju sytuacji komandor Sasaki wysłał kolejny meldunek do dowództwa floty (znów przechwycony przez australijski nasłuch, ale ponownie bez spowodowania konkretnych działań) i po uzyskaniu potwierdzenia wydał rozkaz ataku po zachodzie słońca 31 maja 1942 roku.
Miniaturowe okręty podwodne zostały zwodowane pomiędzy godziną 17:20 a 18:00 na pozycji oddalonej o około 7 mil morskich od Sydney Harbour. Według planów jako pierwszy do portu, około 18:30, miał wejść Ha-14 (załoga: porucznik Kenshi Chuman, bosman Takeshi Omori) pochodzący z I-27, zaś po nim, w odstępach mniej więcej dwudziestominutowych, kolejno Ha-17 (z I-24, załoga: porucznik Katsuhiza Ban, bosman Mamoru Ashibe) i Ha-21 (z I-22, załoga: porucznik Keiu Matsuo, bosmanmat Masao Tsuzuku). Wzburzone morze spowodowało opóźnienie rozpoczęcia misji o ponad godzinę. Wybór celów należał do dowódców jednostek z tym, że w wyniku rozpoznania lotniczego jako główny obiekt ataku wybrano „Chicago”. Po wykonaniu zadania okręty miały skierować się na południe od Sydney, gdzie w odległości 20 mil morskich, w pobliżu Port Hacking, miały na nie oczekiwać jednostki macierzyste.
Jako pierwszy wszedł do Sydney Harbour Ha-14. Jego wejście o 20:01 odnotował wykrywacz anomalii magnetycznych, lecz ponieważ w tym czasie nad kablem trwał wzmożony ruch jednostek cywilnych, sygnał zignorowano. Około 15 minut później strażnik portowy zauważył z brzegu podejrzaną jednostkę w okolicy sieci zagrodowej. Popłynął łódką w jej kierunku i rozpoznał obiekt zaplątany w sieci, a następnie poinformował o swoim odkryciu dowódcę patrolowca „Yarroma”, pełniącego wówczas dozór w porcie. Ten dopiero o godzinie 21:52 złożył swoim przełożonym meldunek o tym fakcie i wraz z patrolowcem „Lolita” został wysłany do zbadania podejrzanej jednostki. Załogi obu okrętów stwierdziły, że w sieci unieruchomiony jest miniaturowy okręt podwodny. Dowódca „Yarromy” poprosił przełożonych o pozwolenie otwarcia ognia, zaś załoga „Lolity” próbowała zniszczyć obiekt, zrzucając dwie bomby głębinowe, ale z powodu zbyt małej głębokości akwenu żadna nie wybuchła. Zanim z dowództwa nadeszła zgoda na otwarcie ognia, o 22:35 dwaj Japończycy zdetonowali ładunek wybuchowy, ginąc z własnej ręki i niszcząc zupełnie Ha-14.
O 22:27 kontradmirał Muirhead-Gould ogłosił alarm dla portu, nakazując okrętom zachowanie ostrożności wobec możliwej obecności okrętów podwodnych w zatoce. Alarm ten został powtórzony dziewięć minut później, już po eksplozji na Ha-14. Jednocześnie Sydney Harbour został zamknięty dla ruchu zewnętrznego, ale admirał nakazał promom i innym jednostkom pływającym po wodach wewnątrz portu kontynuować działalność. Uważał, że w ten sposób zmusi jednostki nieprzyjacielskie do pozostania pod wodą aż do nastania świtu. Rozkaz ten odwołał dopiero o 23:14, nakazując wstrzymanie ruchu i całkowite zaciemnienie portu. Światła w dokach na Garden Island wygaszono dopiero 25 minut po północy.
Jako drugi wszedł do portu Ha-17, który przeszedł nad kablem wykrywacza anomalii magnetycznych o 21:48, zaś około 22:00, korzystając z otwarcia sieci zagrodowych dla przepływającego promu, wpłynął w głąb zatoki. O 22:52 Ha-17 został zauważony z pokładu „Chicago” w odległości mniejszej niż 500 metrów od burty, na kursie równoległym. Cel został oświetlony reflektorem i ostrzelany z dział kal. 127 mm i poczwórnie sprzężonych karabinów maszynowych kal. 12,7 mm, jednak przy tak małej odległości do celu obsługa dział nie mogła ich wystarczająco obniżyć i większość pocisków przeniosła nad celem, niektóre zaś rykoszetując od powierzchni wody trafiły w budynki na brzegu, powodując ich uszkodzenia, bez ofiar w ludziach. Między innymi uszkodzona została wieża Fortu Denisona, dawnego fortu, potem więzienia a obecnie muzeum zlokalizowanego na małej wysepce pośrodku Sydney Harbour. Część tych uszkodzeń pozostała widoczna do czasów współczesnych.
Oficer wachtowy „Chicago” zarządził przygotowania do wyjścia w morze wraz z niszczycielem „Perkins”, który miał eskortować krążownik, ale zostały one odwołane przez dowódcę okrętu, komandora Howarda Bode, gdy ten powrócił na okręt (nocował w kwaterze na lądzie) około 23:30.

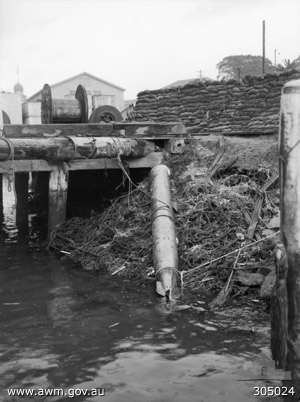
Niewybuch japońskiej torpedy na brzegu Garden Island

Kilkanaście minut później Ha-17 został ponownie ostrzelany z działek kal. 20 mm przez korwety „Geelong” i „Whyalla” w chwili, gdy płynął na zachód w kierunku Sydney Harbour Bridge, ale udało mu się ujść w zanurzeniu. Po powrocie na głębokość peryskopową okręt podwodny zawrócił na wschód, aby zająć pozycję do ataku na „Chicago”, doskonale widocznego na tle wciąż działających reflektorów w dokach na Garden Island. W kilka minut po wygaszeniu tych świateł dowódca Ha-17 odpalił pierwszą torpedę w kierunku krążownika, po kilku kolejnych minutach (konstrukcja okrętów typu Ko-hyoteki powodowała trym na rufę po wystrzale i kłopoty z zachowaniem stabilności jednostki) drugą. Obydwie chybiły. Jedna przeszła pod kadłubami holenderskiego okrętu podwodnego K-IX i hulka „Kuttabul” i wybuchła uderzając w nabrzeże. Eksplozja przełamała stary prom i spowodowała jego zatopienie na płytkiej wodzie, z wystającymi ponad powierzchnię nadbudówkami. Życie straciło 21 śpiących tam marynarzy (19 z Royal Australian Navy i dwóch z Royal Navy), dziesięciu kolejnych zostało rannych. Eksplozja i zatonięcie promu spowodowały także poważne uszkodzenia K-IX, który był przycumowany do „Kuttabula”. Zniszczeniom uległy także instalacje oświetleniowe i telekomunikacyjne w dokach. Druga torpeda ugrzęzła, nie wybuchając, w niskim wschodnim brzegu Garden Island. Po wystrzeleniu torped Ha-17 nie niepokojony przez obrońców zanurzył się i ruszył w kierunku pełnego morza.
Nie wiadomo, jakie były przyczyny dwukrotnego chybienia dużego, nieruchomego celu ze stosunkowo niewielkiej odległości. Być może stało się tak za sprawą białego dymu z uruchamianych kotłów krążownika, który porywany przez wiatr słał się w ciemnościach za rufą okrętu, sprawiając wrażenie ruchu, co mogło skłonić Japończyków do wprowadzenia poprawki przy celowaniu. Wcześniejsze o kilka minut wygaszenie świateł w dokach na Garden Island, stanowiących tło dla sylwetki „Chicago”, również mogło wpłynąć na celność obydwu torped. Nie można również wykluczyć negatywnego oddziaływania stresu i zmęczenia dwóch ludzi zamkniętych w ciasnym kadłubie miniaturowego okrętu podwodnego i narażonych na ataki przeciwnika.
Trzeci z japońskich okrętów, Ha-21 zwodowany z I-22, prawdopodobnie minął główki portu w czasie, gdy „Chicago” ostrzeliwał Ha-17. Jego przejścia nie zarejestrował wykrywacz anomalii magnetycznych, ale obserwatorzy z pomocniczego, nieuzbrojonego patrolowca „Lauriana” zauważyli wzburzoną wodę i oświetlili reflektorem wynurzony kiosk Ha-21. Natychmiast zaalarmowane zostały dowództwo portu i pełniący równolegle dozór patrolowca „Yandra”. Ten ostatni podjął próbę staranowania okrętu podwodnego, po czym kontakt z przeciwnikiem został utracony. Japończycy zostali ponownie wykryci o 23:03, po czym załoga „Yandra” zrzuciła sześć bomb głębinowych. Jego załoga była przekonana, że zniszczyła cel, ale Ha-21 uniknął trafień i na pewien czas przyczaił się w głębi wód zatoki, oczekując na dogodną chwilę do ataku.
Po wybuchu torpedy, która zniszczyła „Kuttabul”, w porcie ponownie zapanowało ożywienie. Uszkodzony K-IX został przeholowany w inne miejsce, niszczyciel „Perkins” wypłynął na pełne morze, zaś wody zatoki patrolowało więcej jednostek. Na dużych okrętach rozpoczęto przygotowania do opuszczenia zatoki. O godz. 1:58, już 1 czerwca, wykrywacz anomalii magnetycznych zasygnalizował kolejne przejście okrętu podwodnego koło główek portowych. Początkowo sądzono, że był to kolejny wpływający napastnik, ale po dokładnym przeanalizowaniu rejestrów wyciągnięto wniosek, że wykryty obiekt opuszczał port. Był nim Ha-17, zdążający na spotkanie z okrętem macierzystym.
„Chicago” odcumował o 2:14 w takim pośpiechu, że na boi cumowniczej pozostawiono pracującego tam marynarza. Tuż przed 3:00 z płynącego w kierunku wyjścia krążownika zauważono przy burcie peryskop okrętu podwodnego, kilka minut później wejście obcej jednostki zarejestrował również wykrywacz anomalii magnetycznych. Był to Ha-21, którego załoga doszła do siebie po poprzednim ataku i zamierzała ponowić próbę storpedowania któregoś z pozostałych celów.
O godz. 3:50 miniaturowy okręt podwodny został zauważony z pokładu krążownika pomocniczego „Kanimbla”, którego załoga otworzyła krótkotrwały ogień. Ostatecznie japońska jednostka została wykryta około 5:00 w Taylor Bay po północnej stronie portu. Trzy pomocnicze patrolowce zaatakowały kolejno zrzucając bomby głębinowe. Wobec bardzo płytkiej nastawy zapalników jeden z patrolowców odniósł uszkodzenia silnika spowodowane falą uderzeniową. Atak był kontynuowany przez następne trzy i pół godziny, a jego ostatecznym wynikiem było zatopienie Ha-21, którego obaj członkowie załogi popełnili samobójstwo.
Zgodnie z planem, komandor Sasaki oczekiwał powrotu miniaturowych okrętów podwodnych na wyznaczonej pozycji. Australijski nasłuch radiowy przechwycił korespondencję pomiędzy japońskimi jednostkami. W następstwie na patrol zostały wysłane samoloty RAAF: trzy Lockheed Hudson i dwa Bristol Beaufort z zadaniem wykrycia i zaatakowania nieprzyjaciela, jednak załogom nie udało się odnaleźć celów. Po dwóch dniach oczekiwania komandor Sasaki wywnioskował, że wysłane miniaturowe okręty podwodne zostały najpewniej utracone i wydał rozkaz wyruszenia do dalszej akcji.
W istocie Ha-14 i Ha-21 zostały zatopione w Sydney Harbour, los Ha-17 pozostawał niewyjaśniony aż do listopada 2006 roku, gdy grupa amatorów nurkowania odkryła wrak w odległości kilku mil morskich na północ od portu w Sydney.

## Dalsze działania japońskich okrętów podwodnych
Cztery japońskie okręty podwodne rozpoczęły działania przeciw żegludze alianckiej u wybrzeży Australii: I-21 na akwenie na północ a I-24 na południe od Sydney, I-27 w okolicy Melbourne zaś I-29 wokół Brisbane. I-22 miał przeprowadzić rozpoznanie kolejnych baz alianckich: nowozelandzkie Wellington i ponownie Auckland oraz Suva na Fidżi. Do 25 czerwca (dzień powrotu Japończyków do bazy na atolu Kwajalein) zaatakowanych zostało siedem statków alianckich, z których trzy zostały zatopione. Były to: „Iron Chieftain” storpedowany przez I-24 w nocy 3 czerwca (12 zabitych), „Iron Crown” zatopiony przez I-27 4 czerwca (37 ofiar śmiertelnych) oraz „Guatemala”, która zatonęła 12 czerwca bez strat w ludziach po trafieniu torpedą przez I-21.

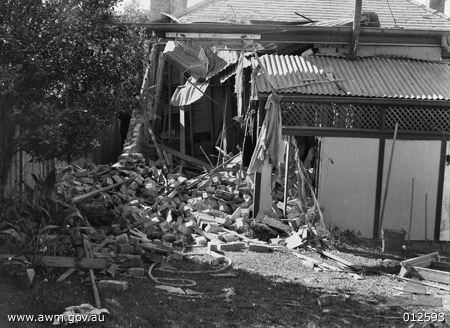
Zabudowania zniszczone przez pociski z I-24

Nad ranem 8 czerwca dwie jednostki: I-24 oraz I-21 ostrzelały z dział pokładowych Sydney i Newcastle. Jako pierwszy wkrótce po północy do akcji wszedł I-24, wystrzeliwując w ciągu czterech minut dziesięć pocisków w stronę Sydney Harbour Bridge. Dziewięć z nich spadło na ląd, jeden w wody zatoki. Zaraz potem I-24 oświetlony reflektorami z brzegu zanurzył się. Ostrzał nie wyrządził większych szkód, jedyne obrażenia wywołane były uderzeniami odłamków szkła i cegieł z uszkodzonych budynków. Pośrednią ofiarą ataku był pilot USAAF, por. George L. Cantello, który alarmowo wystartował na P-400 z lotniska Bankstown w pobliżu Sydney i rozbił się wskutek awarii silnika. O 2.15 w nocy podobną akcję przeciwko Newcastle wykonał I-21, wystrzeliwując 34 pociski, w tym osiem oświetlających. I tutaj obyło się bez ofiar i większych szkód materialnych. Tym razem australijskie baterie nadbrzeżne w Fort Scratchley odpowiedziały ogniem. Te cztery niecelne salwy były jedynym w dziejach australijskich fortyfikacji brzegowych przypadkiem prowadzenia walki z nieprzyjacielskim okrętem.
Szkody poniesione w wyniku ostrzału były tak niewielkie głównie dlatego, że znaczna część japońskich pocisków okazała się niewybuchami. Przyczyną mogło być użycie w ostrzale amunicji przeciwpancernej, która nie zdetonowała w zetknięciu ze stosunkowo lekkimi celami lub wpływ wody morskiej na zapalniki – pociski były przechowywane w magazynach amunicyjnych na pokładach okrętów przez kilka tygodni. Inną przyczyną mógł być wiek pocisków: wśród niewybuchów z Newcastle znaleziono pochodzące z brytyjskich nadwyżek wojennych z czasów I wojny światowej.

## Następstwa ataku

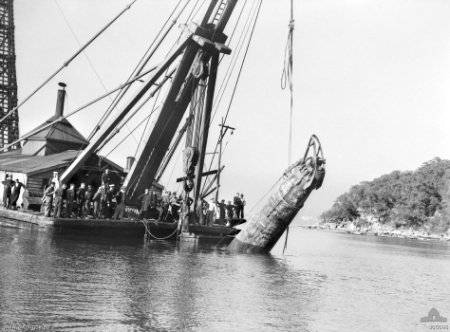
Wrak Ha-21 podczas podnoszenia przez dźwig portowy, 10 czerwca 1942

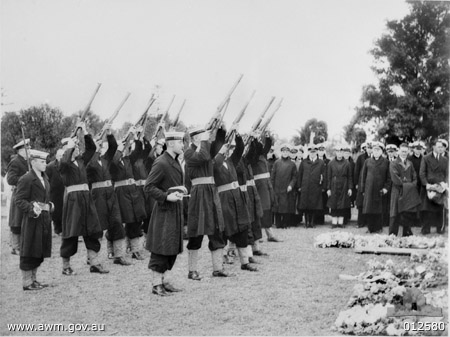
Pogrzeb australijskich żołnierzy zabitych podczas ataku

Wraki zatopionych Ha-21 i Ha-14 zostały zlokalizowane i wydobyte odpowiednio 3-4 i 8 czerwca 1942 roku. Z części obydwu zniszczonych okrętów została zmontowana jedna kompletna jednostka, której środkowa sekcja została następnie zainstalowana na przyczepie i zaprezentowana w trakcie objazdowych pokazów, mających uświadomić Australijczykom japońskie niebezpieczeństwo i zebrać pieniądze dla Naval Relief Fund (Marynarskiego Funduszu Pomocy) i innych organizacji charytatywnych. Podczas liczącej około 4 tys. kilometrów trasy przez Nową Południową Walię, Wiktorię i Australię Południową zebrano 28 000 funtów australijskich. 28 kwietnia 1943 roku okręt ustawiono w Australian War Memorial w Canberze i tam znajduje się do dziś. Początkowo był elementem wystawy na zewnątrz muzeum, ale w latach 80. wobec powtarzających się wandalizmów przeniesiono go do wnętrza, gdzie jest eksponowany obok nadbudówki zatopionego promu „Kuttabul”. Kiosk Ha-21 znajduje się w Royal Australian Navy Heritage Center na Garden Island.
Ciała czterech japońskich marynarzy zostały wydobyte z wraków i skremowane na cmentarzu Rockwood w Sydney, z pełnymi honorami wojskowymi. Ta decyzja kontradmirała Muirhead-Goulda spotkała się z krytyką, ale ten stwierdził, że okazał szacunek należny odważnym działaniom poległych, niezależnie od ich pochodzenia. Ponadto władze niesłusznie liczyły, że okazanie czci zabitym marynarzom wpłynie na poprawę traktowania Australijczyków w japońskich obozach jenieckich. Prochy zostały przekazane ambasadorowi Japonii, gdy ten powracał do kraju w sierpniu 1942 roku na pokładzie statku „Kamakura Maru” i powitane uroczyście w Jokohamie. Wszyscy marynarze polegli w ataku zostali wyróżnieni pochwałą cesarza Hirohito i otrzymali pośmiertny awans o dwa stopnie.

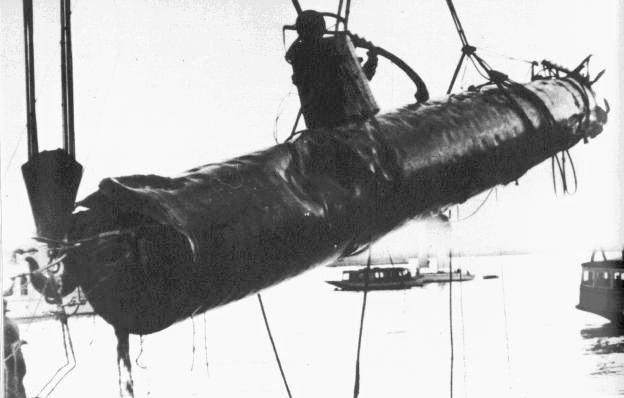
Wrak japońskiego miniaturowego okrętu podwodnego Ha-21

3 czerwca 1942 roku odbyła się ceremonia pogrzebowa marynarzy zabitych na „Kuttabul”, z udziałem kontradmirała Muirhead-Goulda. Na pamiątkę zatopionego okrętu-bazy i poległych na jego pokładzie, 1 stycznia 1943 roku nazwę HMAS „Kuttabul” nadano lądowej bazie Royal Australian Navy na Garden Island. W 2002 roku na nabrzeżu została odsłonięta tablica pamiątkowa, poświęcona poległym.
Widoczna obecność japońskich okrętów podwodnych u wschodnich wybrzeży Australii wymusiła na władzach wojskowych wprowadzenie na tych wodach systemu konwojów. Ostrzał artyleryjski w dniu 8 czerwca nie przyniósł co prawda większych zniszczeń, ale wpłynął na postawy ludności cywilnej. Obawa przed ewentualnym desantem wywołała pęd do przemieszczania się na zachód, dalej od morza, co spowodowało spadek cen nieruchomości na wschodnich przedmieściach i wzrost w zachodnich częściach Sydney. Zauważalny stał się wzrost liczby chętnych do służby w ochotniczej obronie terytorialnej.
Obydwa ciężkie krążowniki przebywające w czasie ataku w porcie w Sydney zostały utracone w działaniach wojennych: „Canberra” 9 sierpnia 1942 roku w bitwie koło Savo, zaś „Chicago” 30 stycznia 1943 roku w pobliżu wyspy Rennell po ataku japońskich samolotów torpedowych. Także żaden z japońskich okrętów podwodnych biorących udział w misji nie przetrwał do zakończenia II wojny światowej. I-22 został zatopiony jako pierwszy, 25 grudnia 1942 roku, przez amerykańskie ścigacze torpedowe w okolicach Nowej Gwinei. 12 lutego 1943 roku brytyjskie niszczyciele „Paladin” i „Petard” zatopiły I-27 na wodach Malediwów. I-24 zatonął 10 czerwca 1943 roku po ataku amerykańskiego patrolowca w pobliżu Aleutów, I-21 został zatopiony 4 lutego 1944 roku niedaleko Wysp Marshalla przez „Charette” i „Fair”. Jako ostatni, 26 lipca 1944 roku na wodach filipińskich, zatonął I-29 storpedowany przez okręt podwodny „Sawfish”.

## Ocena działań japońskich i australijskich

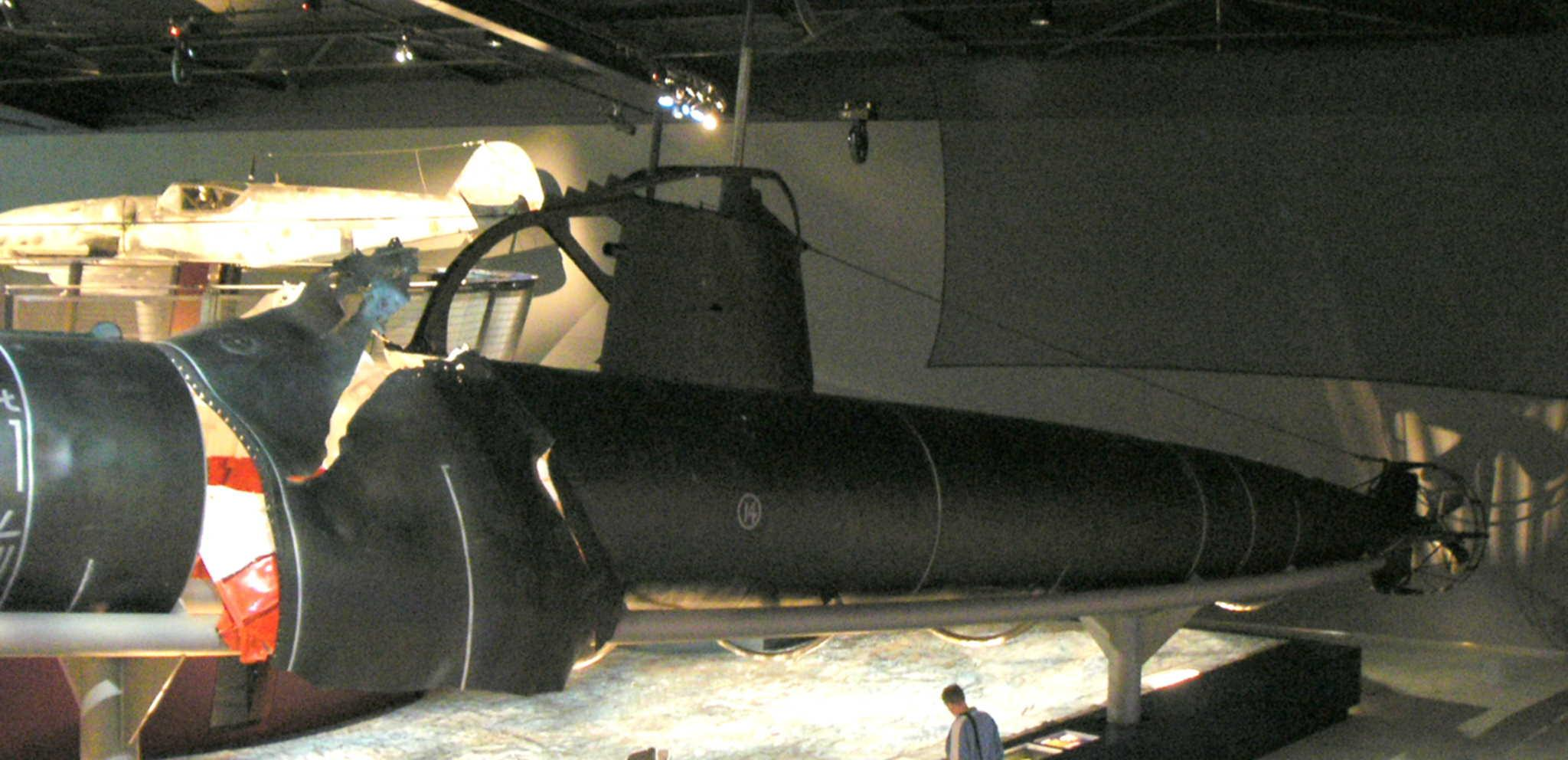
Japoński miniaturowy okręt podwodny na ekspozycji w Australian War Memorial

Atak trzech miniaturowych okrętów podwodnych na port w Sydney ujawnił zarówno słabość obrony australijskiej, jak i niedostatki japońskiej taktyki. Efektem było zatopienie, za cenę straty trzech jednostek, jedynie starego okrętu-bazy. Także dalsze działania nie przyniosły większych sukcesów Japończykom: pięć dużych okrętów podwodnych zatopiło ogółem trzy statki handlowe, zaś szkody wyrządzone w trakcie ostrzału artyleryjskiego Sydney i Newcastle były minimalne.
Również poczynania Australijczyków wykazały wszelkie niedostatki obrony na wschodnim wybrzeżu: ignorowanie informacji o obecności jednostek przeciwnika na pobliskich wodach, niedostateczną reakcję na działania Japończyków, brak komunikacji pomiędzy dowództwem a podległymi mu jednostkami i placówkami nasłuchu radiowego i wywiadu. Wiadomość o wcześniejszej o dobę akcji na Madagaskarze nie została przekazana Aliantom, ponieważ tamtejsze dowództwo było przekonane, że były to działania sił rządu Vichy. Problemem były także poczynania dowódcy obrony Sydney, kontradmirała Muirhead-Goulda i dowódcy „Chicago”, komandora Howarda Bode, którzy zaczęli poważnie traktować meldunki o obecności w wodach zatoki miniaturowych okrętów podwodnych dopiero po eksplozji torpedy, która zatopiła „Kuttabul”. W odpowiedzi na pierwsze meldunki z „Lolity” o wykryciu okrętu podwodnego w wodach zatoki Muirhead-Gould miał jakoby powiedzieć, żeby zawiadomić go dopiero jeżeli okaże się, że wrogą jednostką dowodzi Czarnobrody. Działania artylerzystów „Chicago” stały się później przedmiotem anegdoty: opowiadano, że jeden z wystrzelonych tej nocy pocisków wybuchł na terenie miejskiego ogrodu zoologicznego, zabijając przetrzymywanego tam lwa, chociaż zdarzenie takie w rzeczywistości nie miało miejsca, i że dowódca krążownika został zobowiązany do dostarczenia nowego lwa w ramach Lend-Lease.
Ataki na bazy w Sydney i Diégo-Suarez nie spełniły pokładanych w nich nadziei na rozproszenie sił aliantów na całym obszarze Pacyfiku. Pomimo ograniczonego sukcesu na Madagaskarze (za cenę utraty trzech miniaturowych okrętów podwodnych Japończycy poważnie uszkodzili pancernik „Ramillies” i zatopili zbiornikowiec „British Loyalty”) i operacji desantowej na Aleutach Amerykanie nie dali się zwieść. Dysponując dzięki złamaniu japońskiego szyfru (tzw. kodu purpurowego) informacjami o kierunku dalszej ekspansji mogli przyjąć walkę na dogodnych dla siebie warunkach, co w efekcie przyniosło im wygraną w bitwie pod Midway.

## Odnalezienie Ha-17
Przez 64 lata los trzeciego z miniaturowych okrętów podwodnych pozostawał nieznany. W tym czasie Royal Australian Navy otrzymała ponad 50 fałszywych meldunków o odnalezieniu jednostki. Uznawano za możliwe, że Ha-17 został zniszczony razem z Ha-21 w Taylor Bay, tym bardziej że załogi australijskich patrolowców raportowały o atakowaniu więcej niż jednego obiektu. Jeżeli Ha-17 opuścił port i skierował się na spotkanie z macierzystym okrętem w wyznaczonym miejscu, mógł zatonąć na skutek uszkodzeń lub po wyczerpaniu akumulatorów. Wtedy jego wrak powinien znajdować się na południe od wejścia do Sydney Harbour. Możliwe było, że Japończycy zdecydowali dla uniknięcia zagrożenia oczekujących na nich jednostek skierować się na pełne morze lub obrać kurs na północ.
Ha-17 został odnaleziony w listopadzie 2006 roku przez grupę amatorów nurkowania na dnie morza w okolicy Bungan Head kilka kilometrów na północ od Sydney. Okręt znajduje się w odległości około trzech kilometrów od brzegu. Od 1 grudnia 2006 roku strefa rozciągająca się 500 m wokół wraku została zamknięta. 7 lutego 2007 roku podporucznik Katsuhisa Ban i bosman Mamoru Ashibe zostali uhonorowani w morzu ceremonią, której przewodniczyli szef sztabu Japońskich Morskich Sił Samoobrony, admirał Eiji Yoshikawa i dowódca Royal Australian Navy, wiceadmirał Russel Shalders. Kolejna uroczystość, z udziałem członków rodzin obydwu marynarzy odbyła się w bazie „Kuttabul” i na pokładzie fregaty rakietowej „Melbourne” 6 sierpnia 2007 roku.